# インターネットの歴史

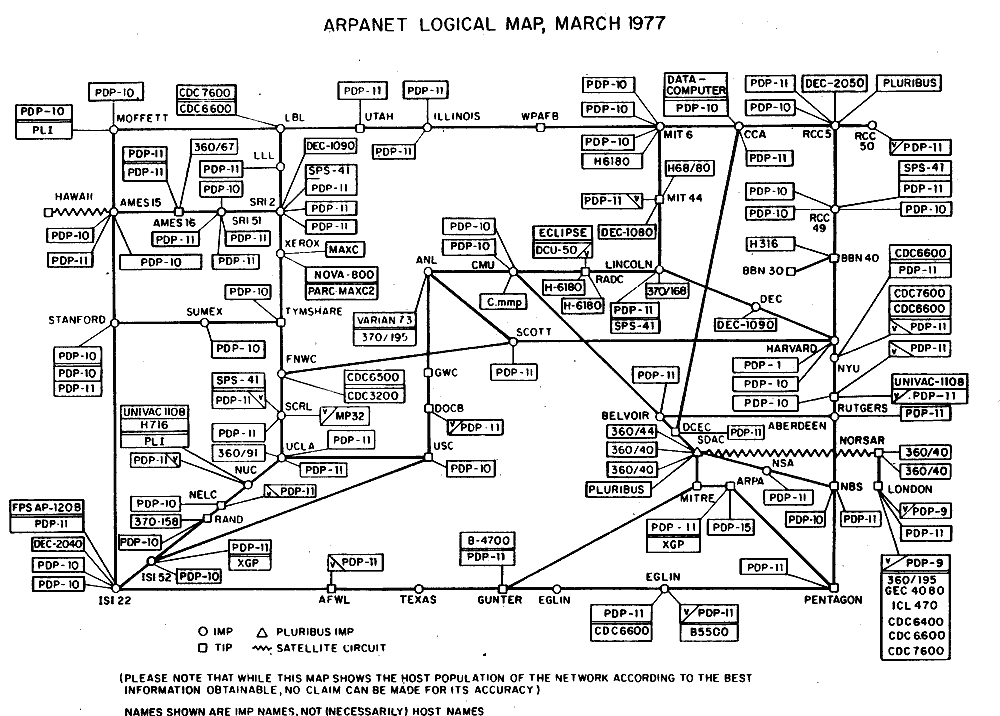
1977年3月時点のARPANETの論理マップ

インターネットの歴史（インターネットのれきし）は、欧米の科学者や技術者によって20世紀後半にコンピュータのネットワークが構築、相互接続されたことに端を発している。このページでは技術上の発展と、革命的な転換点、そしていかに人々の支持を得てインターネットが普及していったかを説明する。

## 概要
インターネットを支える重要な基本技術である、パケット通信の研究が始められたのは1960年代からである。ARPANET、イギリス国立物理学研究所のMark I、CYCLADES、メリット・ネットワーク、Tymnet、Telenetといったパケット交換ネットワークが1960年代末から1970年代初めに開発され、様々な通信プロトコルを用いていた。
1969年10月、最初のARPANETリンクが、カリフォルニア大学ロサンゼルス校(UCLA)と、スタンフォード研究所(SRI)との間に確立された。ARPANETは、複数のネットワークを相互接続し,ネットワークのネットワークを構築するインターネットワーキングのためのプロトコルの開発へと乗り出した。1981年までにホストの数は213に増加した。ARPANETはインターネットの技術的な中核となり、使用される技術を開発するための基盤となった。
1983年1月、TCP/IPが標準化され、TCP/IPを採用したネットワーク群を世界規模で相互接続するインターネットという概念が提唱された。ARPANETへの接続は、1986年にNSFNETが全米各地の研究教育機関から複数のスーパーコンピュータへの接続を提供した際に拡張された。その後、営利目的のインターネットサービスプロバイダ (ISP) が米国において1980年代末から1990年代に出現しはじめた。ARPANETは1990年に役目を終える。
1993年1月、イリノイ大学の米国立スーパーコンピュータ応用研究所 (NCSA-UIUC) においてマーク・アンドリーセン率いるチームが開発したNCSA Mosaicが初めてパブリックサーバーに公開された。これ以前のインターネットは、世界的にも一部の研究者以外には全く知られていない非常にマイナーな研究分野に過ぎなかったが、このソフトウェアの公開以降、世界中で爆発的に注目を集め、普及していくこととなる。まさに歴史の転換点であり、NCSA Mosaicが存在しなかったら世の中の形は今とは大きく違ったものになっていたはずである。
1995年にNSFNETが役目を終えると、インターネットの商業化が完了し、インターネットの営利目的の利用についての制限がなくなった。日本においては1993年11月にIIJが最初に商用プロバイダとして業務を開始した。その後、1994年に廉価なプロバイダが続々と誕生した。
NCSA Mosaic公開以降、インターネットは文化や商業に大きな影響を与えている。電子メール、インスタントメッセージ、VoIPによる「電話」、ビデオチャット、World Wide Web、ブログ、ソーシャル・ネットワーキング、放送を代替するストリーミング、オンデマンドな映像配信などがインターネットによって可能になった。インターネットを生んだ研究コミュニティはさらに開発を進め、NSFのvBNS、Internet2、ナショナル・ラムダレールなどの進化したネットワークを開発、研究している。そして、2007年のiPhone発表から始まったスマートフォン革命により、手のひらにすべての情報が集約されるようになり、もはやインターネットは人類とは不可分のものとなりつつある。

## 歴史

### 3つの端末
世界規模のネットワークを生み出すきっかけを作った先駆者J・C・R・リックライダーは、そのアイデアを1960年1月の論文 Man-Computer Symbiosis で明らかにしている。
広帯域の通信線で互いに接続された、そのような（コンピュータの）ネットワークは、こんにちの図書館のような機能（を提供する）と共に情報格納・検索などの記号的機能を進化させると期待される。—J・C・R・リックライダー、
1962年8月、リックライダーとウェルデン・クラークは論文 "On-Line Man Computer Communication" を発表。ネットワーク化された未来を描いた初期の文献の1つである。
1962年10月、ARPA局長ジャック・ルイナは新たに創設した部門である Information Processing Techniques Office (IPTO) の部長としてリックライダーを雇い、シャイアン山とペンタゴンとSAC本部にあったアメリカ国防総省のメインコンピュータ同士の相互接続を命じた。そこでリックライダーはARPA内で非公式のグループを結成し、コンピュータの研究を進めさせた。IPTOスタッフへのメモで分散ネットワークを描いており、その中で部下や同僚たちを「銀河間コンピュータネットワークのメンバーと関係者」と呼んでいる。IPTOの役割の一部として、3台のネットワーク端末を設置した。1つはサンタモニカの System Development Corporation に、1つはカリフォルニア大学バークレー校の Project GENIE に、残る1つはマサチューセッツ工科大学 (MIT) のCTSSプロジェクトに接続した。この設備の無駄からリックライダーの考えるインターネットワーキングの必要性が明らかとなった。
「この3台の端末はそれぞれユーザーコマンド群が異なっていた。だから私が S.D.C. の誰かとオンラインで話をしていて、バークレーあるいはMITの誰かと話したいとき、S.D.C. との端末から離れて、別の端末にログインして連絡する必要があった。（中略）何をするのかは明らかだが、私はそんなことをしたくない。インタラクティブ・コンピューティングが可能なら、1つの端末でどこにでも接続できるべきだ。このアイデアが ARPAnet だ」—ロバート・W・テイラー、リックライダーの "The Computer as a Communications Device" の共著者がニューヨーク・タイムズのインタビューで語った話、
彼は1964年にIPTOを離れ、ARPANETが誕生したのはその5年後である。しかし彼のネットワークのビジョンが、ローレンス・ロバーツやロバート・テイラーといった後継者をARPANET開発へと導く原動力となった。1973年から2年間、リックライダーはIPTOの責任者として復帰している。

### パケット交換
コンピュータ間のネットワーク形成の問題は、個々の物理ネットワークを連結して1つの論理ネットワークを形成する方法ということになる。1960年代、ランド研究所に在席していたポール・バランは、アメリカ軍の委託を受けて故障への耐性が高いネットワークの研究を行った。バランは転送すべき情報を「メッセージブロック」と呼ぶ単位に分割することにした。バランとは別にイギリス国立物理学研究所のドナルド・デービスが「パケット交換」と呼ぶ方式で似たようなネットワークを提案し開発しており、用語としてはこちらが定着した。レナード・クラインロック (MIT) はこの技術を支える数学的理論を構築した。パケット交換は、特に資源が限られている相互接続リンクでは、電話で使われていた回線交換技術よりも帯域利用率が高く応答時間も短かった。
パケット交換は素早いストアアンドフォワード型のネットワーク設計で、メッセージを任意個のパケットに分割し、パケット毎に送信経路を決定する。初期のネットワークはメッセージ交換システムを採用しており、固定の経路構造を必要とするため単一障害点を持つ傾向があった。そのためポール・バランの研究では、ネットワークに冗長性を持たせようとした。そこから、インターネットは核攻撃に耐えられるよう設計されたという都市伝説が広く流布することになった。

### インターネットの元になったネットワーク

#### ARPANET
ARPAのIPTOの責任者に昇進したロバート・テイラーは、ネットワークシステムの相互接続というリックライダーの考え方を実現しようとした。MITからローレンス・ロバーツを呼び寄せると、そのようなネットワークの構築プロジェクトを開始。最初のARPANETのリンクは、カリフォルニア大学ロサンゼルス校とスタンフォード研究所 (SRI) の間に確立された。1969年10月29日22:30のことである。
1969年12月5日までにユタ大学とカリフォルニア大学サンタバーバラ校を加えて、4ノードを相互接続したネットワークになった。ALOHAnetで開発されたアイデアに基づき、ARPANETは急速に成長する。1981年までにホスト数は213に増えた。
ARPANETは後のインターネットの技術的中核となり、そこで使われる各種技術を開発する場となった。ARPANET開発の中心となったのは Request for Comments (RFC) プロセスであり、インターネットとなってからもプロトコルやシステムを提案し広める手段となっている。"Host Software" と題した RFC 1 は、カリフォルニア大学ロサンゼルス校のスティーブ・クロッカーが書き、1969年4月7日に公開した。このころのことは、1972年のドキュメンタリー映画 Computer Networks: The Heralds of Resource Sharing に描かれている。
ARPANETでの国際協力は、その段階ではほとんどない。政治的理由により、ヨーロッパの開発者たちはX.25ネットワークの開発に関わっていた。例外として、1972年にノルウェー地震計アレイ (Norwegian Seismic Array, NORSAR) がARPANETに接続し、1973年にはスウェーデンのターヌム地上局が衛星通信のリンクで接続。同年イギリスのピーター・T・カースティンの研究グループも接続しており、当初はロンドン大学の計算機科学研究所だったが、後にユニヴァーシティ・カレッジ・ロンドンに移った。

#### UUCPとUsenet
1979年、デューク大学の学生トム・トラスコットとジム・エリスは、近くのノースカロライナ大学チャペルヒル校とのシリアル回線上で開発されたばかりのUUCPを使ってニュースやメッセージを転送する簡単な Bourne Shell のスクリプトを書いた。このソフトウェアを公開すると、UUCPホストで構成されるメッシュがニュースを次々に転送するようになり、ネットニュース (Usenet) が誕生した。後にこのネットワークをUUCPNetと呼ぶようになり、FidoNetとそれを構成する草の根BBSとも相互接続するようになる。このネットワークはコストがかからないため急速に広がり、電話回線、X.25の回線、さらにはARPANETも巻き込むようになる。草の根的にはじまったため、後のCSNETやBitnetに比べると明確なポリシーがない。1981年にはUUCPホスト数は550となり、1984年にはほぼ倍の940となった。

#### NPL（イギリス国立物理学研究所）
1965年、イギリス国立物理学研究所のドナルド・デービスが、パケット交換に基づく全国的なデータ網を提案した。政府はこの提案を採用しなかったが、1970年までにデービスは Mark I と呼ばれるパケット交換網を設計・構築し、多くの学問領域にまたがった研究で使えるようにしてその技術が実用可能であることを示した。1976年には12台のコンピュータと75台の端末装置が接続され、1986年にインターネットに置き換わるまで成長し続けた。

#### メリット・ネットワーク
メリット・ネットワークは1966年、Michigan Educational Research Information Triad としてミシガン州の3つの公立大学でコンピュータネットワークを研究し、ミシガン州の教育や経済の発展に寄与することを目的として創設された。設立資金はミシガン州とアメリカ国立科学財団 (NSF) が出し、ミシガン大学アナーバー校とデトロイトのウェイン州立大学にあったIBM製メインフレームシステム間をパケット交換網で相互接続し、1971年12月にはデモ公開した。1972年10月、イーストランシングにあるミシガン州立大学のCDC製メインフレームとも接続し、三者の相互接続が完成。その後数年間で、ホスト同士の対話型接続に加えて、端末とホスト間の接続やホスト間のバッチ型接続（リモートジョブ転送、リモート印刷、バッチファイル転送）や対話型ファイル転送にも対応するよう改良を加えた。また、TymnetとTelenetとの相互接続、X.25ホスト連結装置対応、X.25データ網とのゲートウェイ、イーサネット対応などを加え、最終的にTCP/IPに対応し、ミシガン州内の他の公立大学もこのネットワークに加わった。これら全てにより、1980年代中ごろに始まるNSFNETプロジェクトでメリットが重要な役割を演じることになる。

#### CYCLADES
CYCLADESパケット交換網はフランスの研究ネットワークであり、ルイ・プザンが設計し構築を指揮した。1973年に初公開。初期のARPANETとは別の設計を模索したもので、ネットワーク研究全般に対応していた。データ配送の信頼性をネットワーク自身ではなくホストの責任で保証するという考え方を初めて示したもので、「信頼できないデータグラム」とエンドツーエンドのプロトコル機構を採用している。

#### X.25とパソコン通信
ARPAの研究に基づき、国際電気通信連合 (ITU) がパケット交換網の標準化を開始し、X.25 と付随する規格案が提案された。パケット通信を使っているが、X.25 は従来の電話回線をエミュレートする仮想回線という考え方で成り立っている。1974年、イギリス国内の学究機関を相互接続する SERCnet で X.25を基盤とし、それが後にJANETとなった。ITUの最初のX.25規格は1976年3月に承認された。
1978年、イギリス郵政省、ウエスタンユニオン、Tymnetの3者が共同で世界初の国際パケット交換網 International Packet Switched Service (IPSS) を構築。このネットワークはヨーロッパおよびアメリカ合衆国で成長し、1981年までにカナダ、香港、オーストラリアをカバーするようになった。1990年代には世界規模のネットワーク基盤となっている。
ARPANETとは異なり、X.25は主にビジネス用途で使われた。Telenet は主に企業をターゲットとして Telemail という電子メールサービスを提供していた。
公衆網内で運用される集信装置に達するために、初期のパソコン通信では非同期のTTY端末プロトコルを採用した。CompuServeなどのネットワークは、X.25を使って複数の端末のやりとりを多重化し、パケット交換バックボーンに送り込んでいた。Tymnetなどは独自のプロトコルを使っている。1979年、CompuServeは世界で初めてパーソナルコンピュータの利用者向けに電子メールサービスと技術サポートの提供を開始した。また、1980年には世界初のリアルタイムのチャットシステム CB Simulator のサービスを開始している。他の同様のネットワークとして、America Online (AOL) や Prodigy があり、同様にコミュニケーション、コンテンツ、娯楽などを提供している。また、多数の草の根BBSもオンラインアクセスを提供しており、それらBBS間のネットワークである FidoNet は趣味のコンピュータ利用者の間で人気となった。

### ネットワーク群の結合とインターネットの誕生

#### TCP/IP（最も重要な技術の確立）

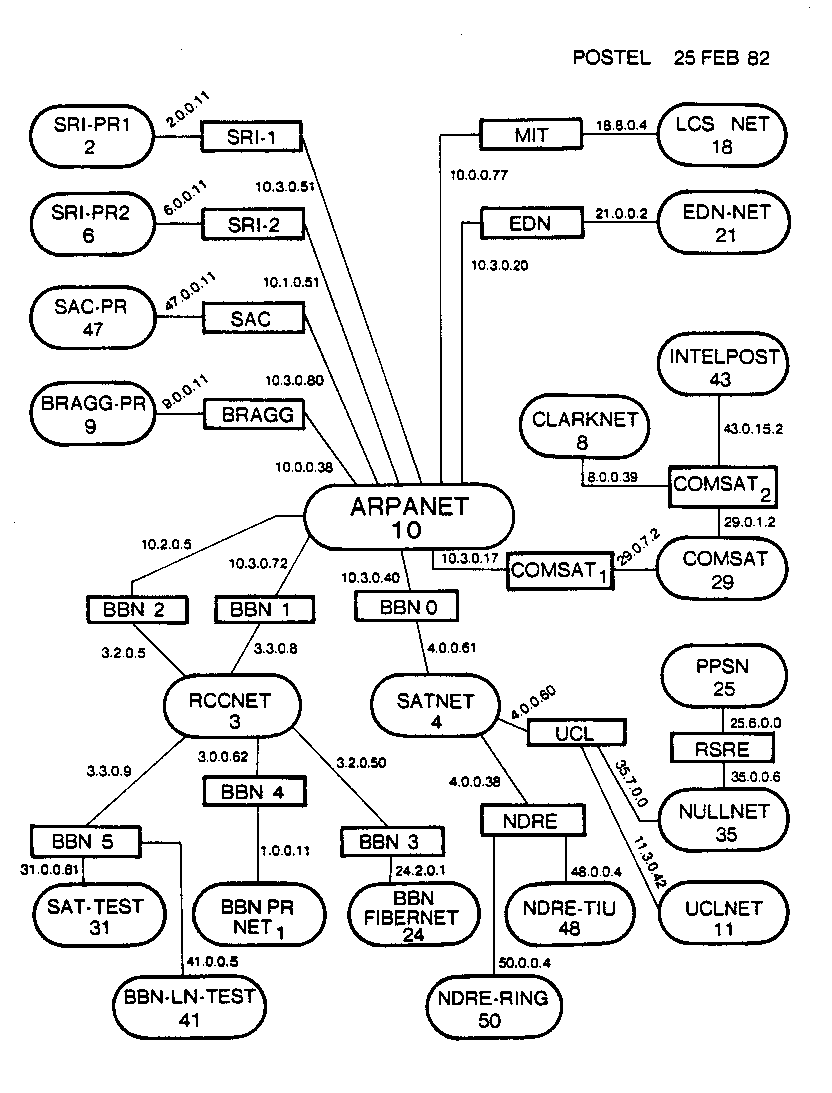
TCP/IP評価ネットワーク（1982年2月）のマップ

1970年頃には数々のネットワーク技法が乱立しており、誰かがそれを統合する必要があった。DARPAとARPANETのロバート・E・カーンは、スタンフォード大学のヴィントン・サーフを招き、二人でこの問題を検討した。1973年、彼らの改善案の基本が完成した。それは、ネットワーク毎のプロトコルの差異を共通のネットワーク間プロトコルで隠蔽し、ARPANETのようにネットワーク自体が信頼性を保証するのではなく、ホストが信頼性を保証するという非常に重要な発想の転換であった。サーフはこの設計について、ユベール・ジメルマン、ジェラルド・レラン、ルイ・プザン（CYCLADESネットワークの設計者）の業績が影響を与えたとしている。人類における最も重要な発明の一つといえる。
その結果生まれたプロトコルの仕様は RFC 675 – Specification of Internet Transmission Control Program として1974年12月に発表された。その中で internetworking の短縮形として「internet」という語が初めて使われた。その後のRFCでもこの用法を踏襲したため、この語が形容詞としてよりも名詞として定着するようになった。

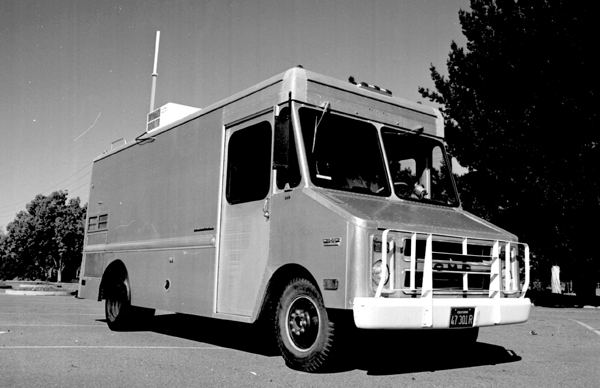
スタンフォード研究所のパケット無線バン。最初の3つのネットワーク間の転送実験時のサイトの1つ

ネットワークの役割を必要最小限に低減させたため、どんなネットワークでも相互接続可能となり、カーンの考えていた問題を解決することになった。DARPAはプロトタイプ版ソフトウェアの開発に資金提供することに合意し、数年後、スタンフォード研究所がサンフランシスコ・ベイエリアのパケット無線ネットワークとARPANETとのゲートウェイのデモンストレーションを行った。1977年11月22日には、ARPANET、パケット無線ネットワーク、大西洋パケット通信衛星の3つのネットワーク間のデモンストレーションを行っている。
1974年のTCPの最初の仕様から、1978年中ごろ以降にTCP/IPがほぼ最終的な形となって出来上がった。1981年には関連標準が、RFC791, 792、793として公表され、実際に採用された。DARPAは様々なオペレーティングシステムでのTCP/IP実装の開発を支援・促進し、保有する全ホストのパケット網をTCP/IPに移行させることを計画。1983年1月1日、ARPANETを従来のNCPプロトコルからTCP/IPプロトコルへと移行させた。

#### ARPANETから全米規模のWANへ
ARPANETを立ち上げて運用し続けて数年後、ARPAはそのネットワークを任せられる他の政府機関を探していた。ARPAの主たる使命は先端的な研究開発への支援であり、コミュニケーションの道具を運用することではない。1975年7月、アメリカ国防総省のアメリカ国防情報システム局が引き受けることになった。1983年、ARPANETのアメリカ軍関係部分を分離してMILNETとした。MILNETはその後、秘密ではないが軍専用のNIPRNETと、機密レベルの情報を扱うSIPRNETと、極秘レベルのJWICSとに分離された。NIPRNETには一般のインターネットとの間にセキュリティ制御されたゲートウェイがある。
ARPANETに基づくこれらのネットワークはアメリカ政府が資金を出しているため、研究などの非商用利用に制限されており、無関係な商用利用は厳しく禁止されていた。このため、当初は軍関係と大学のみが接続できた。1980年代には他の教育機関も接続されるようになり、各種研究プロジェクトへの参加や支援を理由にDECやヒューレット・パッカードといった企業からの接続も増えていった。
アメリカ合衆国連邦政府の他の機関、航空宇宙局 (NASA)、国立科学財団 (NSF)、エネルギー省 (DOE) はインターネット研究に深く関わるようになり、ARPANETの後継となるネットワーク開発を開始した。1980年代中ごろ、この3者がTCP/IPに基づく初の Wide Area Network (WAN) を構築した。NASAが構築したのは NASA Science Network、NSFが構築したのは CSNET、DOEが構築したのは Energy Sciences Network (ESNet) である。
NASAは1980年代中ごろ、TCP/IPに基づく NASA Science Network (NSN) を構築。世界中の宇宙科学者やデータおよび情報を相互接続した。1989年、DECnetに基づく Space Physics Analysis Network (SPAN) とTCP/IPに基づく NSN がエイムズ研究センターで相互接続され、NASA Science Internet (NSI) という世界初のマルチプロトコルのWANとなった。NSIは、NASAの科学コミュニティに完全に統合された通信基盤がもたらすことを目的として構築された。高速で複数プロトコル対応で国際的なネットワークである NSI は、世界中の2万人以上の科学者に接続を提供した。
1981年、NSFは CSNET (Computer Science Network) を構築した。CSNETはTCP/IPでARPANETと相互接続し、X.25上でTCP/IPを動作させているが、高度なネットワーク接続のない部門のためにダイヤルアップ式の自動電子メール交換もサポートしていた。この経験からNSFはNSFNETを構築する際にTCP/IPを採用した。56 kbit/s のバックボーンが1986年に完成し、NSFのスーパーコンピュータセンターと全米各地の研究および教育ネットワークを相互接続した。ただし、その利用はスーパーコンピュータの利用のみにとどまらなかったため、56 kbit/s のネットワークはすぐさま過負荷に陥った。1988年には 1.5 Mbit/s に更新。NSFNETの存在と Federal Internet Exchange (FIX) の新設により、ARPANETの1990年の退役が可能となった。NSFNETは1991年に 45 Mbit/s へと更新され、その後商用インターネットサービスプロバイダのバックボーン群が代替するようになって1995年に退役となった。

#### インターネットの拡大
1980年代後半、ARPANETとNSFNETが相互接続されたころ、RFC内で使用されていた「internet」はそのネットワークを指す固有名詞「Internet」として使われるようになり、世界規模のTCP/IPネットワークを指すことになった。
広域ネットワークへの関心が高まり、その上での新たな用途が開発されるにつれて、インターネット技術は世界中に広まっていった。基盤となる物理ネットワークを問わないTCP/IPの手法は、既存のネットワーク基盤を容易に流用でき、例えば IPSS X.25ネットワーク上でインターネットのトラフィックを転送することも容易であった。1984年、ユニバーシティ・カレッジ・ロンドンは大西洋横断の通信衛星リンクを TCP/IP over IPSS に置き換えた。
インターネットに直接接続できない場所では、当時最も重視された用途である電子メールの転送が可能な単純なゲートウェイを設置することが多かった。常時接続できない場所では、UUCPやFidoNetを使ってゲートウェイから電子メールを転送した。一部のゲートウェイは単なる電子メールの中継に留まらず、UUCPや電子メール経由でのFTPサイトへのアクセスも提供していた。
最終的にインターネットに残っていた経路の集中する部分は除去された。ルーティングプロトコルは、EGPから新たな Border Gateway Protocol (BGP) へと置換された。これによってインターネットはメッシュ型トポロジーとなり、ARPANETの集中型構造から脱却した。1994年、アドレス空間を節約するために Classless Inter-Domain Routing (CIDR) が導入され、ルーティングテーブルの大きさを低減させた。

### 世界規模のTCP/IPネットワークへ

#### CERN、ヨーロッパ、オセアニア、アジア
1984年から1988年までに、CERNは同機構内の主なコンピュータシステム、ワークステーション、PC、加速器制御システムをTCP/IPで相互接続する作業を行った。CERNは内部ではこのネットワークCERNETを使い、外部との接続には非互換ないくつかのネットワークプロトコルを使うという状態をしばらく続けた。当時ヨーロッパではTCP/IPの広範囲な採用にはかなりの抵抗があり、CERNのTCP/IPイントラネットは1989年までインターネットとは隔絶していた。
1988年、アムステルダムの数学・コンピュータ科学センター (CWI) のDaniel KarrenbergがCERNのTCP/IP担当者Ben Segalを訪ね、ヨーロッパ側の（主にX.25を使用していた）UUCPネットワークをTCP/IPに移行させる件に関して助言を求めた。その後、1989年にCERNがTCP/IPで外部と接続されることになった。それと同時にRIPE (Réseaux IP Européens) が結成された。RIPEはIPネットワーク管理者のグループで、定期的に会合を開いて共同作業していた。1992年、RIPEはアムステルダムで協同組合として正式に登録されている。
ヨーロッパでインターネットが広がりを見せつつあったころ、オーストラリアではX.25やUUCPなどの様々な技術を使い、国内の大学間やアメリカとの場当たり的なネットワークを形成しつつあった。国際電話もX.25の国際的専用線も高価だったため、世界的なネットワークとの接続は限定的だった。1989年、オーストラリアの大学群が共同でIPプロトコルへの移行を推進し、ネットワーク基盤の統合を行うこととした。同年、AARNetを結成し、オーストラリアでのIP専用ネットワークの基盤となった。
アジアでは1980年代後半にインターネットが浸透しはじめた。シンガポールは1990年にTECHNETを構築、タイでは1992年にチュラーロンコーン大学がUUNETとインターネット接続したのが最初である。
日本では、まずKDDが1982年にVENUS-Pという国際公衆パケット交換網を敷設し、インターネットではないが、商用サービスを開始したことによってコンピュータ・ネットワークがスタートした。そして1984年に国内の主要な大学と研究機関によってUUCPによるローカルネットワークであるJUNETが構築され、1985年1月に米国のUsenetと接続した。これが日本とインターネットの最初の接続である。1992年にはインターネット協会の会合であるINET'92が神戸市で開催された。

### 国際的な情報格差
1993年のNCSA Mosaic公開以降、技術基盤を持つ先進国はインターネットの急速な利用拡大が発生する一方で、インターネットの基盤がない、もしくは弱い開発途上国は情報格差を認識しはじめていた。開発途上国は基本的に大陸ごとにインターネットのリソース管理のための組織を結成し、共同で通信基盤の拡充を進めていった。

#### アフリカ
1990年代初めごろ、アフリカ諸国は X.25 IPSS に依存しており、2400bpsのモデムでUUCPを使って海外と接続していた。
1995年8月、ウガンダのカンパラで InfoMail Uganda, Ltd.（現在のInfoCom）が創業。1997年、コロラド州エイボンのNSN Network Servicesを買い取ってClear Channel Satelliteとし、アフリカ初のTCP/IP高速衛星通信インターネットサービスを開始した。当初はロシアの衛星会社RSCCのCバンドを使って、カンパラとコロラド州を直接繋ぎ、そこからニュージャージー州まで専用線で接続していた。当初の衛星接続は64kbit/s しかなく、サンのホストコンピュータ1台とUSロボティクスのダイヤルアップ・モデム12台で運用していた。
1996年、USAIDのLeland initiativeにより、アフリカ大陸でのインターネット接続の開発を促すプロジェクトが始まった。1997年にはギニア、モザンビーク、マダガスカル、ルワンダに衛星通信の地上局が建設され、1998年にはコートジボワールとベナンが続いた。
アフリカでは2020年代に至り、ケニアや南アフリカ、エジプト等は十分なインターネットの基盤が整備された。しかし、大半の国ではインターネット基盤の構築が続いている。モーリシャスに本部のあるAfriNICが、大陸全体のIPアドレス割り当てを管理している。他の地域と同様、運用に関するフォーラムであるInternet Community of Operational Networking Specialists がある。
アフリカ大陸と外の世界をつなぐ海底ケーブルが2020年代に入り次々と敷設されている。またアフリカ大陸を囲むようにして敷設されているケーブルもあり、アフリカ全域のインターネット基盤は急速に整いつつある。

#### アジア・オセアニア
Asia-Pacific Network Information Centre (APNIC) はオーストラリアに本部があり、この地域のIPアドレス割り当てを管理している。APNICが後援する運用者フォーラムとしてAsia-Pacific Regional Internet Conference on Operational Technologies (APRICOT) がある。
1991年、中華人民共和国初のTCP/IP大学ネットワークTUNETが清華大学で運用開始した。中華人民共和国とインターネットとの最初の相互接続は1994年のことで、Beijing Electro-Spectrometer (BES) Collaboration とスタンフォード大学の線型加速器センターを繋いだものである。この頃は比較的自由にインターネットに参加、閲覧ができていた。しかし1998年、ゴールデンシールドプロジェクトが開始された。それ以来、国全体でインターネットのコンテンツにフィルターをかけている（中国のネット検閲）。インターネット基盤は十二分に整っており、2020年代においては世界で最もインターネットが整備されている国の一つであるが、経済的理由の情報格差ではなく、政治的理由の情報格差がこの国では生じている。
アジアの比較的貧しい国々においても、2020年代に入るとスマートフォン経由で急速にインターネットが普及し、重要なインフラとなった。

#### ラテンアメリカ
他の地域と同様、Latin American and Caribbean Internet Address Registry (LACNIC) がIPアドレス空間や他のリソースを管理している。LACNICはウルグアイに本部があり、ルートサーバの運用なども行っている。

### 電子メールとネットニュース
電子メールはインターネットの最も基本的なツールである。しかし、インターネット以前から電子メールはあり、インターネット誕生にあたっても電子メールは不可欠の存在だった。電子メールは1965年、メインフレームのタイムシェアリングシステムで複数の利用者間のコミュニケーションに使われ始めた。そのころ電子メール機能を備えていたシステムとしてSDCのQ32やMITのCTSSがある。
ARPANETは電子メールの進化に大きく貢献した。ARPANETの誕生直後にシステム間の電子メール転送の実験が行われたといわれている。1971年、レイ・トムリンソンは後にインターネットのメールアドレスの形式となるフォーマット、すなわちアットマークでユーザ名とホスト名を分ける形式を生み出した。
電子メールの配送に関しては、インターネット以前からタイムシェアリングシステムのコンピュータ間で使うプロトコルがいくつか開発された。例えば、UUCPやIBMのVNET電子メールシステムがある。電子メールは、ARPANET、Bitnet、NSFNETといったネットワーク間で転送され、UUCPで相互接続されたホスト間でも同様に転送されていた。
さらにUUCPは文書ファイルを多くの人に読んでもらうよう公開するのにも使われた。1979年、トム・トラスコットとジム・エリスがシェルスクリプトで書いたネットニュースのプログラムをトム・トラスコットとスティーブ・ダニエルがコンパイルして使用する普通のプログラムに書き換え、それが広く使われることになる。そこにニュースグループと呼ばれる議論グループが生まれ、様々な主題が議論されるようになった。ARPANETとNSFNETでは同様の議論グループはメーリングリストを使う形で誕生し、技術的問題やより文化的な話題が扱われた。
インターネット黎明期、電子メールと類似の機構はオンライン接続できない人々がリソースにアクセスするのに必須だった。UUCPはファイルの配布にもよく使われ、alt.binary などのニュースグループがその用途に使われていた。また、アメリカやヨーロッパ以外の人々がファイルをダウンロードするために、FTPメールが使われた。これは既知のゲートウェイに対してFTPコマンド列を記した電子メールを送ってFTPの実行を代行してもらい、ダウンロードしたファイルを符号化・断片化して電子メールで送り返してもらうサービスである。受け取った後は、メールの内容を繋ぎ合わせ、デコードする必要がある。初期のLinuxのソースコードなどは、低速なインターネット接続しかない場合、この方法でダウンロードするしかなかった。WebとHTTPが一般化するにつれて、そのようなツールは徐々に使われなくなっていった。

### 商用利用の開始
インターネットの商用利用は禁止されていたが、「商用利用」の明確な定義はなかった。UUCPNetとX.25 IPSSにはそのような制限はなく、ARPANETおよびNSFNETでのネットニュースの使用が公式に禁止されるという結果を招いた。
1980年代末、最初のインターネットサービスプロバイダ (ISP) が創業。PSINet、UUNET、Netcom、Portal Software といった企業が出現し、地域の研究ネットワークへのサービスや代替ネットワーク接続手段を提供し、一般へのUUCPによる電子メールとネットニュースの接続手段を提供した。アメリカ合衆国での最初の商用ダイヤルアップISPはThe Worldで、1989年に運用開始した。
1992年、米連邦議会がScientific and Advanced-Technology Act（科学および先端技術法案、合衆国法典第42編第1862(g)条 42 U.S.C. § 1862(g)）を可決した。それによってNSFは研究教育コミュニティが研究教育目的専用でないコンピュータネットワークに接続することを支援可能となり、そのためNSFNETを商用ネットワーク群と相互接続することが許可された。商用利用を許すとインターネットに必要とされる応能が失われるのではないかという懸念があり、研究教育コミュニティ内で論争が起きた。また、商用ネットワークプロバイダの間でも、政府補助金が一部組織に有利になるような不公平な配分をされるのではないかという疑念が生じた。
1990年、ARPANETは新しいネットワーク技術に置換され、プロジェクトは終了した。PSINet、Alternet、CERFNet、ANS CO+REなど多数の新たなネットワーク・サービス・プロバイダが商用利用者にネットワークへの接続を提供していた。NSFNETはもはやインターネットの唯一の基盤ではなくなっていた。Commercial Internet eXchange (CIX) と Metropolitan Area Exchange (MAE)、さらに後には Network Access Point (NAP) がネットワーク間の主要な相互接続ポイントとなった。1995年4月30日、NSFがNSFNETのバックボーンサービスの後援を終了した時点で、最後の商用利用制限が撤廃された。NSFはNAPの立ち上げを支援し、地域の研究教育コミュニティが商用ISPに乗り換えるのをしばらくの間支援した。NSFはまた vBNS (very high-speed Backbone Network Service) を後援しており、スーパーコンピュータセンター群とアメリカ国内の研究教育機関の相互接続支援を継続した。

### WWWと転換点
インターネットが成長するにつれて、ファイルや情報を整理して見つけやすくする必要性が徐々に認識されてきた。後述のNCSA Mosaic公開以前はGopher等のテキスト階層のみのプロトコルが開発、利用されていた。
1980年代に最も注目されたユーザインタフェースがハイパーテキストである。ヴァネヴァー・ブッシュの「Memex」に触発され、テッド・ネルソンのザナドゥ計画やダグラス・エンゲルバートのNLSの研究で開発された。この頃、自己完結型ハイパーテキストシステムは完成されており、例えばアップルのHyperCardがある（ごく初期のウェブブラウザの1つとして、HyperCardにならって作られたViolaWWWがあった）。

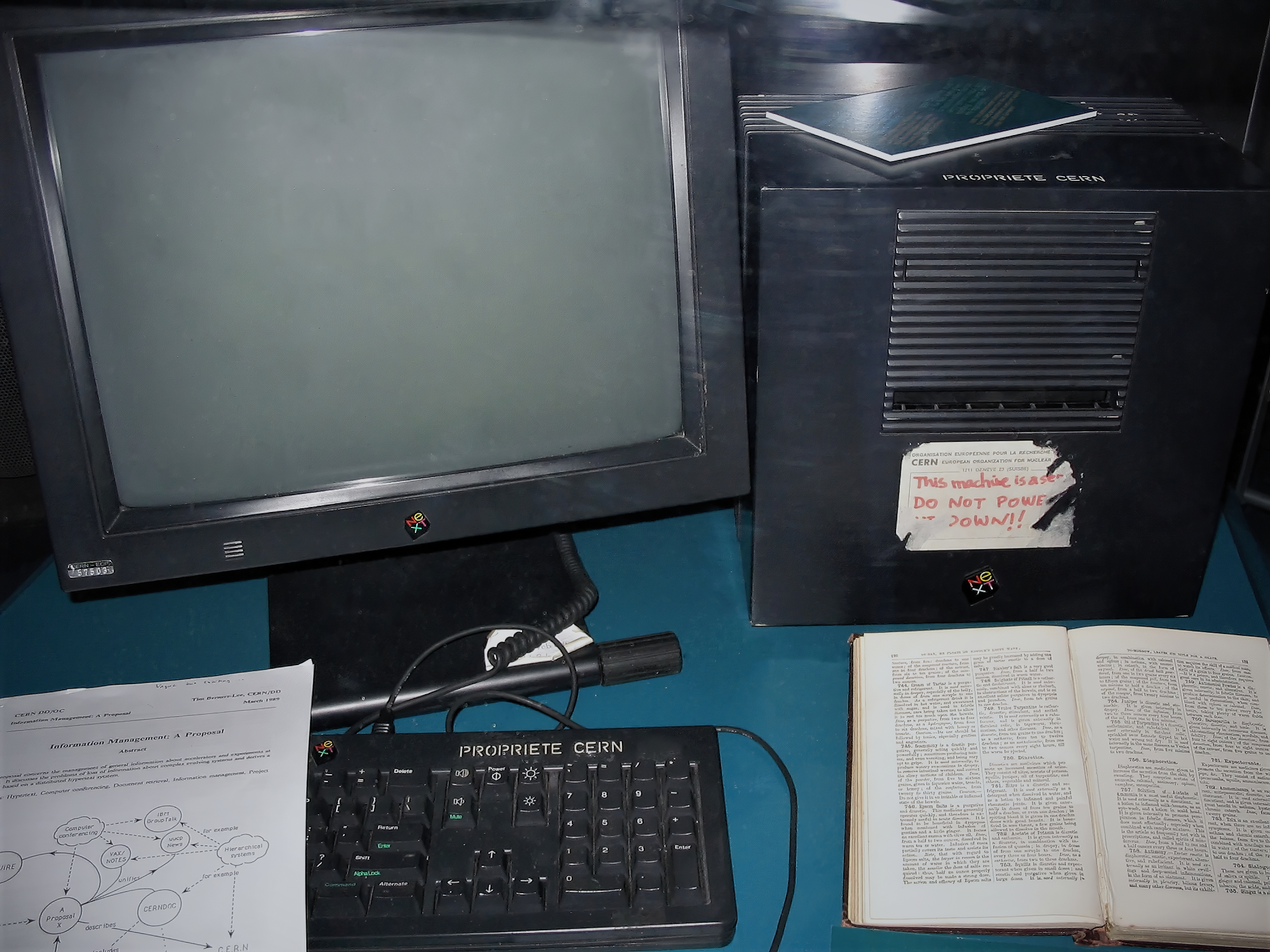
ティム・バーナーズ＝リーがCERNで使っていたNeXTcube。世界初のWebサーバになった。

1991年、CERNに勤務していたティム・バーナーズ＝リーはハイパーテキストの概念をネットワーク上で実装したHypertext Transfer Protocolを構築した。これを無償で公開したため、後年のNCSA Mosaic発表以降、インターネットの標準技術となった。World Wide Web (WWW) の発展をもたらした業績により、バーナーズ＝リーは2004年のミレニアム技術賞を受賞した。
インターネットの転換点となったのは、1993年のNCSA Mosaicの登場である。NCSA Mosaicはイリノイ大学アーバナ・シャンペーン校の米国立スーパーコンピュータ応用研究所 (NCSA-UIUC) でマーク・アンドリーセン率いるチームが開発したHypertext Transfer Protocolに基づくグラフィカルなブラウザである。NCSA Mosaicの画像を多用した直感的なインタフェースは、テキスト階層のみだったGopherとは比較にならない人気となった。これ以後、Hypertext Transfer ProtocolおよびHTMLによるWWWがインターネットにアクセスする際の標準インタフェースとなり、他の類似プロトコルはほぼ忘れ去られた。なお、NCSA Mosaicの開発資金は、1991年高性能計算・通信法に基づく「高性能計算・通信イニシアティブ」から拠出された。
1993年はインターネットにとって極めて重要な年であり、世界的にインターネットサーバーが急増した。1992年まではほぼ研究機関と大学だけであったが、1993年に公共機関、民間企業等それまでコンピュータ・ネットワークとは縁のなかった場所にサーバーが一気に設置された。日本においてはNTTに日本初のウェブサーバーが開設された。
1994年、NCSA Mosaicは世界で最も使われているウェブブラウザの地位を、研究所から独立したアンドリーセンのNetscape Navigatorに奪われた。その後、1998年にはWindows 98に内包されたInternet Explorerがその地位を獲得した。2025年4月現在ではパソコン向け、モバイル向け双方でGoogle Chromeが首位である。

### 検索の重要性
World Wide Web が登場する以前から、インターネット上の情報を組織化する検索エンジンが存在した。初期の例として1990年に開発されたArchie、1991年のWAISがある。これらのシステムはWorld Wide Web以前に開発されたものだが、1993年のNCSA Mosaic発表以降ほとんど使われなくなった。
Webの発展と共に、Web上のページを追跡し目的のページを探し当てるための検索エンジンと人力による網羅的なウェブディレクトリが作られていった。最初の全文検索型のウェブ検索エンジンとしては、1994年のWebCrawlerがある。それまでの検索エンジンはウェブページのタイトルだけを検索していた。他の初期の検索エンジンとしては1993年に大学のプロジェクトで開発されたLycosがあり、検索サイトとして初めて商業的成功を収めた。1990年代後半、ウェブディレクトリでは1994年開設のYahoo!、検索エンジンでは1995年開発のAltaVistaがそれぞれ人気となった。なお、AltaVistaは日本語等の2バイト文字に対応した初めての検索エンジンであった。
1998年創業のGoogleが、検索ダイアログ以外何もないシンプルな見た目と高速かつ、高性能な検索によって翌年の1999年には世界的に人気を集めるようになり、ウェブディレクトリ方式は急速に廃れていった。Google検索は適合性ランキングの新たな技法を採用していた。そして検索結果そのものに広告的価値を見出したことは革命的であった。なお、ウェブディレクトリ方式は今でも使われているが、検索エンジンの検索結果をベースにするようになっている。
2000年代初めはデータベースサイズが検索エンジンの重要なマーケティング機能だったが、適合性ランキングの強調で置換された。その後、適合性ランキングのアルゴリズムは洗練されていった。Googleのページランク方式はよくリンクされているページほど適合性が高いとするのが基本だが、主要な検索エンジンはいずれも結果の表示順序を改善する技法を改良し続けている。2006年の時点ですでに検索エンジンにおけるランキングは極めて重要になっており、検索エンジン最適化と呼ばれる検索ランキングを上げる技法をウェブ開発者が使うようになっていた。一部の検索エンジンではランキング上位に表示される権利が販売対象になっており、司書や消費者運動家などの間で議論となった。なお、2011年2月にリリースされたGoogleのパンダアップデートによってそれまで検索上に見えていた生の検索結果が大幅に遮断されるようになり、事実上Googleのアルゴリズムが許可したサイトしか検索結果に表れないようになった。
2009年6月3日、マイクロソフトは新たな検索エンジンBingを立ち上げた。翌月マイクロソフトとYahoo!は、Yahoo!が検索エンジンとしてBingを採用することで合意したと発表した。

### 暗号化と通信の安全性
インターネット上での情報のやり取りが活発になると、通信の安全性ということが急速に注目されるようになった。インターネットの仕様上、情報の中身がどこの経路をとるか確定はできない。情報が平文であれば、経路上のサーバーにおいて読み取ることは十分に可能である。インターネットが既知の研究機関のみに閉じられていた頃は問題なかったが、1992年に民間へ開放され、1993年の爆発的な拡大を経ると、平文送受信は危険であると認識されるようになった。
1994年、Netscapeが初めてRSAに基づくSSL(Secure Socket Layer)をブラウザに組み込んだ。Netscapeによるこの組み込みが、インターネットを単なる研究対象から、実際の世の中の使用に耐えうるものに変えた。1996年になりSSL3.0をリリースした。1996年以降、SSLの標準化はネットスケープコミュニケーションズからIETF TLSワーキンググループに移管された。
1999年にIETF TLSワーキンググループがSSLの強化版であるTLS1.0をリリースした。その後、2018年8月にTLS1.3を制定し、2025年現在ではこれが標準となっている。

### インターネット・バブル
突然世界中の数百万人に低コストで情報を届けられるようになり、様々な分野で従来の商慣習を打ち破る可能性が生まれた。インターネットは革命的なツールとなり、シームレスな低コストの方法で従来出会うはずのなかった買い手と売り手を1カ所に集めることができると考えられた。世界中の山師が新たなビジネスモデルを考案し、金融機関へと駆け込んだ。しかし、ビジネスや経済学の知識を持った新しい起業家は一部であり、大多数は単にアイデアをもっているだけで、資本流入を慎重に管理することができなかった。さらに、多くの事業計画はインターネットを活用することを前提とし、既存の流通経路とは競合しないだろうと仮定していた。しかし、1990年代においては既存のブランドを持つ企業が非常にに強く、それらの企業がインターネット上に進出すると、インターネット上の新興企業は太刀打ちできなかった。
インターネットバブルは2000年3月に最高潮に達した。3月10日にはNASDAQの指数は5,048.62という終値（日中最高値は5,132.52）を記録し、1年前の倍になった。2001年にはバブル崩壊の影響が急速に進行する。多くの新興企業が利益を出すことなく、集めた資金を消費して消えていった。それにも関わらず、インターネットはその後も成長を続けた。2000年時点はインターネット普及の初期であり、本格的な普及はさらに先のことであった。

### 携帯電話とインターネット
インターネット接続可能な最初の携帯電話は、1996年フィンランドで発売されたNokia 9000 Communicatorである。携帯電話の価格がさらに下がり、ネットワークプロバイダが携帯電話から便利にアクセス可能なシステムやサービスを始めるまで、携帯電話向けインターネットサービスへのアクセスはあまり広がらなかった。2001年、リサーチ・イン・モーション が同社のBlackBerry向けの電子メールシステムをアメリカで立ち上げた。片手で操作するのが一般的な携帯電話で小さな画面とキーパッドを効率的に使うため、携帯電話向けの文書やネットワークのモデルとして Wireless Application Protocol (WAP) が策定され、携帯電話向けインターネットサービスで採用されていた。
日本ではNTTドコモが1999年に携帯向けインターネットサービスであるiモードを開始したのが、携帯電話向けインターネットサービスの最初である。日本・韓国・台湾といった東アジア諸国で、携帯電話向けインターネットサービスが成長した。その後、PC経由のインターネット普及が遅れていた開発途上国、インド・南アフリカ・ケニア・フィリピン・パキスタンといった国々で携帯電話向けインターネットサービスが普及する。欧米ではPCによるインターネットアクセスが普及していたため、携帯電話からのインターネットアクセスはスマートフォンの出現までわずかな割合であった。
2008年には、インターネットに接続する機器の台数で携帯電話がPCを追い越した。開発途上国の多くでは、PC利用者1人に対して携帯電話利用者10人という比率になっている。携帯電話の加入数は2014年で約89億に達しており、人口普及率は約100%に達している。インターネットの利用者数についても2001年からの23年で、4億9,500万人から55億2,680万人に増加し、人口普及率では67.4%に達している。

### IPv6
IPv4は、前述のTCP/IPが全面的に採用された1983年の2年前に策定されており、インターネットが確定して以来の標準規格であった。しかし、1993年のNCSA Mosaic公開以降、爆発的なインターネットの増大によって、IPv4アドレスが不足する恐れが出てきた。そのため新しいプロトコルであるIPv6が1995年に採択された。IPv4は32ビットアドレスを使用するため、アドレス空間は4,294,967,296個のアドレスに制限されるが、IPv6とその128ビットアドレスは、3.4e+38（約340兆x兆x兆）でありほぼ無限となる。しかし普及させるには時間がかかるため、短期的な対策であるIPv4の延命として、1994年のプライベートアドレスの導入やNAT、Proxyおよび、LANとWANとを使い分けることでIPv4アドレスを節約し有効活用する取り組みが行われた。
インターネットの爆発的な普及と、モバイルインターネット機器が急速に増加したこと、さらにはIoTによるアドレス付与の幾何級数的増大により、新たなIPアドレスの需給がひっ迫したため、2010年代以降はIPv6への理解が進み、順調に移行が進んでいる。

### Web2.0とS.N.S.
Web1.0は1994年から2004年までのWorldWideWebの進化の第一段階を指す用語である。Web 1.0ではコンテンツクリエーターは少なく、ユーザーの大多数は単にコンテンツの消費者として行動していた。多くのホームページはISPが運営するウェブサーバーや、ジオシティーズなどの無料のホスティングサービスで静的なページとして構成されていた。
2004年になり「コンテンツの動的な生成」という大きな変化があった。この変化をWeb2.0と呼ぶ。これによりユーザーは非常に簡単にネットに参加することができるようになった。Web 2.0により多くのユーザーは、ソーシャルネットワーキング（Mixi、GREE、Facebookなど）にかかわることが一般的になった。この動きの技術的な側面は、PHPやAjax等のWebプログラミングの発達がある。これらはWeb1.0時代からの技術であったCGIを高度に発展させたもので、2025年現在ではモバイル端末上でのアプリを主たる舞台としてWebプログラミングはさらに進化している。
Web2.0の時代には個人のWebサイトからブログへ、公開から参加へ、コンテンツ管理システムからキーワードを使用したWebコンテンツの「タグ付け」への移行が進んだ。この変化によりYouTube、Twitter、Reddit、Google Map等の参加型サイトが急速に支持を得た。
なお、2014年頃からWeb3.0という分散化概念が提唱されているが、インターネット全体が実際に変容した2.0への移行とは異なり、その概念が大きな賛同を得ているとは言えない。

### スマートフォンと2つ目の転換点
2007年1月に発表されたアップルのiPhoneがインターネット2つ目の転換点である。iPhoneが創り出したスマートフォンという手のひらサイズのインターネット接続コンピュータは、どこにでも持ち歩け、通信し、写真やビデオを即座に共有し、ショッピングや情報を求めたりするために使用されるだけでなく、社会的交流にすら使用されるようになった。iPhoneが作られなかったら、今の世の中の形は変わっていたはずである。
日本では2008年7月に初めて発売された。2013年9月になり、日本の主要携帯キャリア全社で入手できるようになり、2015年にスマートフォンの国内普及率が50%を超えた。2025年現在の普及率は98%である。
2009年になると、GoogleのモバイルOSであるAndroidを使用した様々な外観の端末が各社から出荷された。しかし、2012年頃になるとAndroid端末のインターフェイスはほぼiPhoneそのままへと収斂された。
スマートフォンにより、位置情報サービスやその他のセンサー情報を使用するサービス、クラウドソーシングが一般的になり、位置情報によってタグ付けされた投稿や、Webサイトやサービスが位置情報を認識するようになった。モバイルをターゲットとしたウェブサイト（m.example.com）が一般的になり、スマートフォンに最適化されている。従来のソフトウェアのモバイル版として「アプリ」という用語が普及した。
このスマートフォン革命により、人々は常時ほぼ無制限の情報量を持つことができるようになった。スマートフォンからインターネットにアクセスできるようになったことで、メディアの消費方法に変化がもたらされ、それまでメディアの王であったテレビが窮地に立たされている。そして世界中の人々がインターネットを主要な情報源とみなすようになった。

## 重要な組織

### Internet Engineering Task ForceとRequest for Comments
Internet Engineering Task Force (IETF) は、インターネット技術の設計や進化に貢献しているボランティアによる、緩やかかつ自律的に組織されたグループである。インターネットの新しい規格の仕様を開発する主要な団体である。作業部会（ワーキンググループ）でほとんどの作業を行っている。色々な間違った捉え方をされているが「インターネットを運営」しているわけではない。IETFはインターネット利用者がよく採用している規格を策定しているが、インターネットを制御したり、ましてや監視したりしているわけではない。
IETFは1986年1月、アメリカ政府が資金提供している研究者らの四半期ごとの会議として始まった。1986年10月の第四回会議で、政府とは無関係の代表者が招かれるようになった。1987年2月の第五回会議で、作業部会の概念が導入された。1987年7月の第七回会議には、初めて100名以上が参加している。1992年に専門家の会員制団体インターネット協会が創設され、IETFはその下で独立国際標準化団体として運営されるようになった。IETFの会議がアメリカ合衆国以外で最初に開催されたのは1993年7月、オランダのアムステルダムでのことである。2012年現在、IETFは年に3回の会議を開催しており、1,300名以上が参加することが多いが、多くても2,000名以下である。一般に3回に1回はヨーロッパかアジアで会議を開催している。アメリカ合衆国以外の参加者がおよそ50%であり、アメリカ合衆国内で開催される場合でもその比率は変わらない。
IETFは出来事の集合体として存在しているという点で普通ではなく、企業でもないし、取締役会も持たないし、会員制でもないし、会費も徴収していない。IETFに参加する近道は、IETFまたは作業部会のメーリングリストに参加することである。IETFのボランティアは、世界中から、そしてインターネットコミュニティの様々な部分から集まっている。IETFは Internet Engineering Steering Group (IESG) と インターネットアーキテクチャ委員会 (IAB) と密接な関連があり、それらの監督下にあるとも言える。Internet Research Task Force (IRTF) と Internet Research Steering Group (IRSG) はIETFとIESGと共にIABの監督下にあり、長期的な研究課題を扱っている。
Request for Comments (RFC) は、IAB、IESG、IETF、およびIRTFの成果の主要な文書群である。RFC 1 "Host Software" は、UCLAのスティーブ・クロッカーが1969年4月に書いたもので、IETFが誕生する以前のことである。それは本来ARPANET開発に関して文書化した技術メモであり、今はなきジョン・ポステルがそのころのRFC編集者を務めていた。
RFCは様々な情報をカバーしており、「標準化への提唱」、「標準化への草稿」、「標準」、「現状での最良の慣行」、「実験的プロトコル」、「歴史」、その他の「情報」などがある。RFCは個人や非公式のグループでも書けるが、多くはより公式な作業部会が作成する。ドラフト版を個人または作業部会の議長がIESGに提出する。IABに任命されたRFC編集者がIESGと共同で作業し、IESGから受け取ったドラフト版を編集し書式を整えて公表する。一度RFCとして公表されると、決して改訂されない。そのRFCが記述している規格を変更する場合や内容が古くなった場合、改訂版の規格や更新された情報は別のRFCとして公表され、以前のRFCは "obsolete" となる。

### NIC, InterNIC, IANA, ICANN
インターネットの活動を調整する中心的権限を最初に担ったのは、カリフォルニア州メンローパークのスタンフォード研究所 (SRI) のネットワークインフォメーションセンター (NIC) だった。1972年、その業務は新たに創設された Internet Assigned Numbers Authority (IANA) が引き継いだ。ジョン・ポステルはRFC編集者としての役割と同時に、1998年に亡くなるまでIANAの責任者として働いた。
ARPANETが成長すると共に、ホストを名前で参照するため、SRIインターナショナルからネットワーク上の各ホストに HOSTS.TXT というファイルが配布されていたが、ネットワークがさらに拡大すると、この作業が面倒になってきた。これを解決する技術的手段が Domain Name System であり、ポール・モカペトリスが考案した。アメリカ国防総省との契約によりSRIの国防情報網ネットワークインフォメーションセンター (DDN-NIC) があらゆる登録サービスを取り扱い、.mil, .gov, .edu, .org, .net, .com, .us というトップレベルドメイン (TLD) の管理、ルートサーバの管理、インターネットの番号割り当てを行った。1991年、アメリカ国防情報システム局 (DISA) は、それまでSRIが行っていたDDN-NICの管理と保守を Government Systems, Inc. に引き継がせ、そこからさらにネットワーク・ソリューションズが下請けとして実際の業務を行うことになった。
そのころ、インターネットの成長の大部分は軍とは無関係なところに起因していた。そのためアメリカ国防総省は .mil TLD 以外について登録サービスの資金を提供しないことを決定する。1992年の競争入札を経て、1993年にアメリカ国立科学財団がアドレス割り当てとアドレスのデータベース管理を行うInterNICを創設し、3つの組織とその運用契約を結ぶ。登録サービスはネットワーク・ソリューションズ、ディレクトリおよびデータベースサービスはAT&T、情報サービスは General Atomics が提供することになった。
1998年、IANAとInterNICは組織改編され、ICANNの監督下に置かれることになった。ICANNはカリフォルニアの非営利団体で、アメリカ合衆国商務省との契約によりインターネット関連のいくつかの業務を行っている。DNSシステムの運用は民営化され、市場原理に任されているが、名前の登録は入札ベースで請負契約され集中管理されている。

## その他

### 軌道上のインターネット
地球を周回する低軌道にインターネットのリンクが最初に確立されたのは2010年1月22日のことで、宇宙飛行士 T. J. Creamer が初めて国際宇宙ステーションから自力でTwitterに投稿を行った。これによりインターネットは宇宙へと広がったことになる。それ以前にも国際宇宙ステーションでは電子メールやTwitterを使っていたが、従来は送信する内容をNASAのデータリンクで地上に転送し、地上の人間が投稿や電子メールの送信を代行していた。このWebアクセスはNASAが Crew Support LAN と呼ぶ宇宙ステーション内のLANを経由して、高速なKuバンドマイクロ波リンクを使って地上と接続している。Webを閲覧する場合、宇宙飛行士はステーション内のノートパソコンを使って地上のデスクトップコンピュータを制御でき、VoIPを使って地上の家族や友人と話をすることもできる。
地球周回軌道より遠くの宇宙船との通信は、ディープスペースネットワークを通した1対1のリンクで行われてきた。そういったデータリンクは人手でスケジュールし設定する必要がある。1990年代末ごろNASAとGoogleは新たなネットワークプロトコルである遅延耐性ネットワーク (DTN) の研究を行ってきた。DTNは一連の手順を自動化し、宇宙空間に送受信ノードを配置したネットワーク形成を可能にし、そういったノードが天体の影に隠れたり宇宙線の影響などで一時的に通信できなくなることを考慮した技法である。通常のTCP/IPプロトコルではノードが応答しなくなれば通信できないものとしてしまうが、DTNではデータパッケージの再送を試みる。2008年11月、NASAは "deep space internet" と称するこの技術の最初の実地試験を行った。このネットワーク技術は、宇宙船と地球の通信のみならず、複数の宇宙船が参加するミッションでの宇宙船間の高信頼通信を可能にすると見られている。

### 軌道経由のインターネット
2019年5月に60基の運用可能な最初のStarlink衛星がスペースXによって打ち上げられた。Starlinkとは地球低軌道（LEO）上に展開された数千もの小型衛星で構成される衛星網であり、地球上のほぼ全域での衛星インターネットアクセスを可能にする設備である。2021年に世界各地でサービスを順次開始した。日本では2022年10月にサービスが開始された。将来的には約7,500基の衛星を展開することを計画している。

### 次世代インターネット
次世代インターネットの嚆矢はInternet2である。1996年、EDUCOMの後援の下で34の大学の研究者らによって始まり、現在では100Gbit/sのネットワークバックボーンを、米国の210以上の教育機関、70の企業、45の非営利団体および政府機関に提供している。基本的に非営利団体であり、研究目的のみで運用されている。
NTT主導のIOWNが、2025年開催の大阪万博において敷設された。